# Baudenbach
Baudenbach település Németországban, azon belül Bajorországban. Lakosainak száma 1209 fő (2023. december 31.). Baudenbach Diespeck és Münchsteinach községekkel határos.

## Népesség
A település népessége az elmúlt években az alábbi módon változott:
| Lakosok száma | 484  | 577  | 949  | 970  | 1148 | 1165 | 1153 | 1150 | 1226 | 1209 |
|               | 1875 | 1950 | 1975 | 1987 | 2012 | 2014 | 2016 | 2017 | 2021 | 2023 |